# Valle della Guisane
La Valle della Guisane (in francese Vallée de la Guisane) è la valle percorsa dal fiume Guisane, posta a monte di Briançon e terminante con il Colle del Lautaret.

## Geografia
Ha andamento da sud-est a nord-ovest e va dai 1325 m di Briançon ai 2058 m del Colle del Lautaret e separa le Alpi Cozie ad oriente dalle Alpi del Delfinato ad occidente.

### Orografia
I monti principali che contornano la valle sono:
- Montagne des Agneaux - 3.664 m
- Pointe des Arcas - 3.479 m
- Pics de Combeynot - 3.155 m
- Grand Aréa - 2.869 m
- La Gardiole - 2.753 m
- Mont Prorel - 2.566 m
- Grand Meyret - 2.516 m

## Località
Salendo la valle si trovano nell'ordine i seguenti comuni:
- Saint-Chaffrey
- La Salle les Alpes
- Le Monêtier-les-Bains

Altre località della valle sono:
- Serre Chevalier, stazione sciistica
- Chantemerle
- Les Guibertes
- Le Freyssinet